# Condado de Somerset (Maine)
El condado de Somerset es un Condado del Estado de Maine, Estados Unidos. Según el censo del año 2000, la población era de 50.888 habitantes. La sede del condado se encuentra en Skowhegan.

## Historia
El condado fue fundado el 1 de marzo de 1809 tomando parte del territorio de Kennebec siendo nombrada después de Somerset en Inglaterra.

## Política
Somerset forma parte del segundo distrito del congreso de Maine.
En 1992 fue uno de los tres condados del Estado donde Ross Perot recibió cerca del 38% de los votos alzándose con la victoria. En 2008, Barack Obama recibió un 51,9% de votos.

## Geografía
Según la Oficina del Censo de Estados Unidos, el condado tiene un área total de 4.095 mi² (10.607 km²), de los cuales, 3.926 mi² (10.170 km²) es terreno y 169 mi² (437 km²) es agua con un porcentaje de 4,12%.

### Condados adyacentes
- Aroostock - norte
- Penobscot - este
- Piscataquis - este
- Waldo - sureste
- Kennebec - sur
- Franklin - suroeste

### Municipios
| Distrito #1               | Distrito #2  | Distrito #3 |
| ------------------------- | ------------ | ----------- |
| Anson & North Anson       | Fairfield    | Canaan      |
| Athens                    | Madison      | Cornville   |
| Bingham                   | Mercer       | Detroit     |
| Brighton (plantación)     | Norridgewock | Pittsfield  |
| Cambridge                 | Smithfield   | Skowhegan   |
| Caratunk                  | Solon        |             |
| Dennistown (plantación)   |              |             |
| Embden                    |              |             |
| Harmony                   |              |             |
| Hartland                  |              |             |
| Plantación Highland       |              |             |
| Jackman                   |              |             |
| Moose River               |              |             |
| Moscow                    |              |             |
| New Portland              |              |             |
| Palmyra                   |              |             |
| Plantación Pleasant Ridge |              |             |
| Ripley                    |              |             |
| St. Albans                |              |             |
| Starks                    |              |             |
| The Forks (plantación)    |              |             |
| West Forks (plantación)   |              |             |

### Territorios no incorporados
Los municipios no incorporados de Somerset está listado en cuatro subdivisiones políticas compuestas de un total de 82 localidades, las cuales, en la actualidad forman parte del primer distrito.

### Municipio regional de condado
- Le Granit - oeste
- Beauce-Sartigan - oeste
- Les Etchemins - noroeste
- Montmagny - noroeste

### Relieve
| Montañas - Monte Boundary Bald - Monte Coburn - Monte Bigelow - Monte Mountain - Monte Sandy | Ríos, lagos y cascadas - Río Carrabassett - Lago Flagstaff - Río Kennebec - Río Moose - Cataratas Moxie Falls |

## Demografía
Según el censo del 2000, hubo 50 888 habitantes, 20 496 hogares y 14 121 familias residentes en el condado. La densidad de población era de 13 habitantes por mi² (5/km²). Había 28 222 zonas urbanizables en una densidad de 7 por mi² (3/km²). La población racial estuvo compuesta de un 98% blancos, 0,24% afroamericanos, 0,41% nativoamericanos, 0,34% asiáticos, 0,02% isleños del Pacífico, 0,11% de otras razas, y 0,89% eran mestizos. Un 0,46% de la población era hispanoamericana, 20,9% ingleses, 17,7% franceses, 15,1% estadounidenses, 11,5% irlandeses y el 8,8% canadienses francófonos. El 96,2% tiene el inglés y el 2,9% el francés como lengua nativa.
En el condado había 20.496 hogares, de los cuales un 31,60% de los propietarios tenían hijos menores de 18 años, 54,20% son parejas casadas, 10,10% son mujeres solteras o sin marido presente y el 31,10% no tienen familia. 24,60% de los hogares son individuales y el 10,20% vive con alguien de 65 años o más. El tamaño medio de la vivienda es 2,44 en la individual y 2,87 en la familiar.
La población por edades se reparte en 24,70% menores de 18 años, 7% de 18 a 24 años, 28,70% de 25 a 44 años, 25,30% de 45 a 64 años, y 14,30% de 65 o más años. La mediana de edad era de 39 años. Por cada 100 mujeres, 96 eran hombres. Por cada 100 mujeres de 18, 93,30 eran hombres.
La media de ingresos por hogar en el condado fue de 30.731 dólares, y la media de ingresos por familia de 36.464 dólares. La población masculina tenía una media de ingresos de 29.032 dólares frente a 20.745 de las mujeres. La renta per cápita del condado era de 15.474 dólares. Un 11.10% de las familias y un 14,90% de la población vive bajo el umbral de la pobreza, incluyendo un 19,40% de aquellos menores de 18 años y 12,50% de 65 o más.